# 한중NCS
주식회사 한중NCS는 자동차부품 및 에너지 저장장치(ESS) 제조업체이다.

## 역사

### 1990년대
- 1995년 8월 31일: ㈜한중 법인설립(자본금100,000천원)
- 1995년 10월 30일: 중소기업창업사업계획승인 (경북 영천시)
- 1996년 4월 9일: 법인소재지변경(경북 영천시 채신동 620-5번지)

### 2000년대
- 2002년 10월 11일: 사업목적추가 (금속표면처리업,전자부품제조업,금형 및 지그관련제조업)
- 2002년 11월 12일: 주식의 액면분할(1주당10,000원에서 1주당500원)
- 2005년 2월 22일: INNO-BIZ 기업등록(중소기업청)
- 2005년 5월 17일: 중소기업진흥표창(국무총리)

### 2010년대
- 2013년 12월 10일: 코넥스 시장 상장
- 2014년 3월 28일: 한중NCS로 상호 변경

### 2020년대
- 2024년 6월 24일: 코스닥 시장 이전 상장[출처 필요]